# Cantimpre Canadian Cemetery
Cantimpre Canadian Cemetery is een Britse militaire begraafplaats met gesneuvelden uit de Eerste Wereldoorlog. De begraafplaats werd ontworpen door William Cowlishaw en is gelegen in de Franse gemeente Sailly (Noorderdepartement) op ruim een kilometer ten noorden van het dorpscentrum (gemeentehuis). Ze heeft een trapeziumvormig grondplan met een oppervlakte van nagenoeg 700 m² en wordt omsloten door een haag. De open toegang aan de straatzijde bestaat uit vier witte stenen paaltjes tussen twee lage bakstenen zuilen die afgewerkt zijn met witte dekstenen en waarop respectievelijk de Franse en de Engelse benaming van de begraafplaats vermeld staan. Het Cross of Sacrifice staat vlak bij de toegang. De begraafplaats wordt onderhouden door de Commonwealth War Graves Commission. 
De naam van de begraafplaats verwijst naar de in de omgeving liggende bezittingen van de Abdij van Cantimpré in Bellingen.
Er liggen 224 doden begraven.

## Geschiedenis
De geallieerde opmars tijdens de Slag bij Cambrai in 1917 bereikte dit gebied niet en het was pas in september 1918 dat de dorpen Haynecourt en Sailly in geallieerde handen vielen. De Marcoinglinie was een van de Duitse verdedigingssystemen vóór Cambrai en liep van Marcoing noordwaarts door Sailly en ten oosten van Haynecourt. Op 27 september 1918 namen de 1st Canadian en de 11th Division Haynecourt in en de volgende dag werd Sailly ingenomen. Twee begraafplaatsen werden aangelegd door eenheden die deelnamen aan de opmars.
Op de huidige Canadese begraafplaats (die oorspronkelijk Marcoing Line British Cemetery werd genoemd) liggen 224 graven waaronder 21 niet-geïdentificeerde. Onder de geïdentificeerde doden zijn er één Brit en 202 Canadezen, vooral van het 54th, 75th' en het 87th Infantry Battalion.

## Graven
- soldaat William Frederick Greoff diende onder het alias W. Carter.

### Onderscheiden militairen
- luitenant Arthur Close werd onderscheiden met het Military Cross en de Distinguished Conduct Medal (MC, DCM).
- de kapiteins Alan Barrie Duncan, Benjamin McDiarmaid en Donald Archibald McQuarrie werden onderscheiden met het Military Cross (MC).
- luitenant H.A. Palmer en sergeant Theodore Daniel McDonald werden onderscheiden met de Distinguished Conduct Medal (DCM).
- de luitenants Rene Darche La Fond en John William Rolph; de korporaals Robert Candy Sherrit, D.G. McCurdy, Ernest Baden Powell Davies en Seth Enos Rawn en de soldaten George Greenhalgh, Harold Anson Smart, J.V. Good en J. Capone werden onderscheiden met de Military Medal (MM). Laatstgenoemde ontving deze onderscheiding tweemaal (MM and Bar).